# Departament Deseado
Deseado – departament w północno-wschodniej części argentyńskiej prowincji Santa Cruz. Stolicą departamentu jest Puerto Deseado.
Według spisu powszechnego z 2022 roku w Deseado mieszka 126 179 osób. W spisie 2010 było to 107 630 osób, w tym 55 505 mężczyzn i 52 125 kobiet.
Powierzchnia departamentu wynosi 63 784 km², co czyni go największym nie tylko w Santa Cruz, ale w całej Argentynie (nie licząc terytorium Antarktydy Argentyńskiej), a także większym od niektórych prowincji.
Na terenie departamentu znajduje się Park Narodowy Bosques Petrificados de Jaramillo.

## Gminy
Departament Deseado jest podzielony na 4 gminy:
- Caleta Olivia
- Las Heras
- Pico Truncado
- Puerto Deseado